# Hernán David Almendra
Hernán David Almendra (Corcovado, 21 de marzo de 2002) es un luchador argentino.

## Biografía
Oriundo de un pequeño pueblo patagónico, primero practicaba la doma. Con apoyo del ente provincial Chubut Deportes, que reclutó a distintos jóvenes talentos del interior provincial, a los 14 años de edad se mudó a Buenos Aires, para vivir y entrenar en el Centro Nacional de Alto Rendimiento Deportivo (CENARD), en cuyo colegio continuó con su educación secundaria. Volvió temporalmente a su localidad de origen, porque extrañaba a su familia, y en 2018 retornó a Buenos Aires. Su perfeccionamiento quedó a cargo del colombiano Wilson Medina y el cubano Erik León.
Su especialidad era la lucha grecorromana. En 2016, fue medallista de plata en la categoría hasta 53 kilos en el campeonato sudamericano celebrado en Cali (Colombia). Allí también participó en la competencia de lucha libre, donde quedó en quinto lugar. En lucha grecorromana, fue campeón nacional (en los Juegos Nacionales Evita) y panamericano, y en 2017 compitió en el mundial celebrado en Grecia, en la categoría de hasta 50 kg.
En 2018 cambió su especialidad a lucha libre olímpica, para clasificar a los Juegos Olímpicos de la Juventud Buenos Aires 2018. En dichos juegos, obtuvo la medalla de plata en lucha libre masculina, en la categoría de hasta 55 kg. Almendra había ganado los dos encuentros del Grupo A en el que le tocó competir. Venció por tocado (caída) al guameño Gavin Whitt y por puntos al argelino Oussama Laribi (5-4 puntos técnicos), luego de dar vuelta sobre el final un combate que venía perdiendo.
La final fue contra el estadounidense Robert Howard, primero del Grupo B, que logró una sucesión de puntos técnicos en el combate decisivo, que Almendra no pudo contrarrestar y le dieron la victoria por superioridad técnica.
 Así, además, se convirtió en el primer chubutense en obtener una medalla olímpica. Tras los juegos, fue agasajado en su localidad natal.